# ون تشاو
ون تشاو (بالصينية: 文超) هو لاعب كرة قدم صيني في مركز الهجوم، ولد في 16 يناير 1987 في شنيانغ في الصين. لعب مع نادي غوانغجو آر أند إف.